# Opus (banda)
Opus é uma banda de pop rock austríaca formada em 1973, na cidade de Graz. Em 1985, tornaram-se famosos em toda a Europa, onde atingiram o 1.º lugar de vendas, graças ao tema "Live Is Life". Desde então tem produzido diversos álbuns e singles, mas sem atingirem o alcance internacional de Live is Life.

## Na cultura popular
Covers desta música também foram tocadas por Stargo,  Laibach, a banda húngara Tormentor, a banda estoniana Kuldne Trio ("Laip on Laip"), Axxis e Dolapdere Big Gang. Além disso, como convidado, DJ Ötzi lançou uma versão com a Hermes House Band em 2002, que alcançou a posição # 50 na parada do Reino Unido.

## História
Em 1984 lançaram o álbum de estúdio Up and Down, que alcançou a posição #12 na Áustria. Em setembro de 1984, a banda fez um show para comemorar o aniversário de onze anos da banda. Esse show foi lançado como um álbum ao vivo no mesmo ano, chamado Live Is Life. Desse álbum saiu a canção "Live Is Life", que alcançou o primeiro lugar na Áustria, Alemanha, França e Suécia.

## Discografia

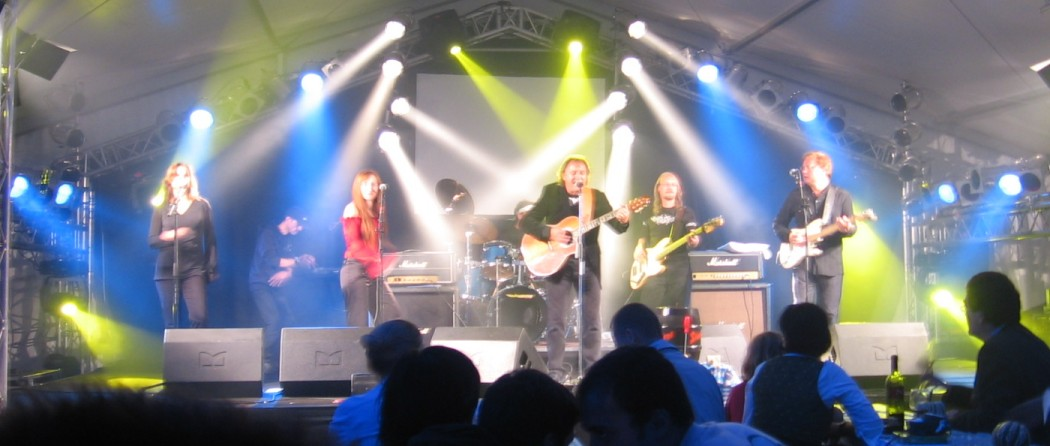
Opus cantando em 2007.

## Membros
- Herwig Rüdisser - vocal
- Ewald Pfleger - guitarra
- Kurt-Rene Plisnier - teclado
- Günter Grasmuck - bateria